# Artoria ulrichi
Artoria ulrichi là một loài nhện trong họ Lycosidae.
Loài này thuộc chi Artoria. Artoria ulrichi được Volker W. Framenau miêu tả năm 2002.